# Smicromyrmilla
Smicromyrmilla is een geslacht van vliesvleugelige insecten van de familie Mierwespen (Mutillidae).

## Soorten
- S. ariasi (Andre, 1896)
- S. miranda Nonveiller & Gros, 1996